# Na na na a jiné popjevky
Na na na a jiné popjevky je čtvrté studiové album české poprockové hudební skupiny Chinaski. Vydáno bylo v roce 2000 vydavatelstvím B&M Music. Jedná se o první album, na kterém se Chinaski představili v nové sestavě; odchozími členy se stali Petr Rajchert a Adam Stivín, do skupiny byli naopak přijati Štěpán Škoch, Petr Kužvart a Marcela Chmelířová. Honza Balušek v recenzi pro hudební server musicserver.cz o albu řekl, že „není v ničem objevné, ale pěkně se poslouchá a pobaví.“ Ohodnotil ho sedmi body z deseti.

## Seznam skladeb
Všechny skladby napsal(i) Chinaski. 
| Pořadí         | Název             | Délka |
| -------------- | ----------------- | ----- |
| 1.             | Klára             | 3:57  |
| 2.             | Cesta             | 4:17  |
| 3.             | Strojvůdce        | 4:05  |
| 4.             | Analog            | 3:38  |
| 5.             | Rádio Bubeneč     | 4:02  |
| 6.             | Válka             | 4:15  |
| 7.             | Letim jako blázen | 4:37  |
| 8.             | Miroslav          | 3:37  |
| 9.             | Skopová hlava     | 3:42  |
| 10.            | Drobná paralela   | 4:21  |
| 11.            | Prostá píseň      | 4:52  |
| 12.            | Můj dům           | 4:00  |
| Celková délka: | Celková délka:    | 49:25 |

## Obsazení
- František Táborský – zpěv, kytara, klávesy
- Michal Malátný – zpěv, kytara, balalajka
- Štěpán Škoch – zpěv, saxofon, flétna
- Petr Kužvart – zpěv, trumpeta
- Marcela Chmelířová – zpěv, basová kytara
- Pavel Grohman – bicí